# Dianthus cyri
Dianthus cyri là loài thực vật có hoa thuộc họ Cẩm chướng. Loài này được Fisch. & C.A.Mey. mô tả khoa học đầu tiên năm 1838.